# Anissa Meksen
Anissa Meksen (en arabe : أنيسة مكسن) est une boxeuse franco-algérienne plusieurs fois championne du monde, d'Europe et de France, notamment 18 fois championne du monde, 5 fois championne du monde de Glory, 5 fois championne d'Europe et 11 fois championne de France.
Elle est sacrée meilleure boxeuse de l'année en 2014 par plusieurs magazines sur internet.
Elle est membre de l'équipe de France en savate boxe française entre 2006 et 2013 et est classée no 1 mondiale par la FIS (Fédération internationale de savate) entre 2007 et 2013.

## Biographie
Anissa Meksen est née le 28 avril 1988 à Nancy de parents algériens (un père de Annaba et une mère de Constantine). Enfant, elle affiche déjà une vive attirance pour les sports de combat et pratique le judo, le karaté et le jiu-jitsu. Elle est initiée à la boxe à l'âge de 12 ans par son frère Mehdi Meksen qui l'invite à s'entraîner à ses côtés. Anissa a alors un véritable coup de cœur pour cette discipline.
Elle fait ses débuts à l'âge de 12 ans au sein d'un club local vandopérien où elle restera quatre ans. À 16 ans, elle rejoint un autre club, l'OFP Pompey pendant deux ans. Puis, à 18 ans, elle intègre une structure de haut niveau à Toulouse afin d'allier sport et études. Elle y reste trois ans pour ensuite intégrer une structure du même type à Châtenay-Malabry et être licenciée à l'ACB Bobigny qu'elle quitte au bout de deux ans.
Elle remporte le championnat de France chaque année entre 2002 et 2013 ce qui lui vaut onze fois le titre de championne de France en boxe française. Entre 2008 et 2011, elle remporte quatre fois le championnat du monde. En 2007, 2010 et 2011, elle remporte également le championnat d'Europe. Enfin, en 2013, elle est une fois de plus titrée championne du monde, ce qui lui vaudra cinq fois le titre de championne du monde et trois fois celui de championne d'Europe en boxe française. Anissa juge alors avoir fait le tour de la boxe française compte tenu des multiples titres obtenus dans cette discipline. Soucieuse de se professionnaliser et cherchant à s'essayer à d'autres disciplines, elle se tourne alors vers Benoît Mateu, entraîneur au sein de la "Team OGB" (Olympique Garennois Boxe), avec qui elle s'entraînera désormais exclusivement.
En août 2013, encadrée par son équipe professionnelle, Anissa Meksen décide de partir pour la Thaïlande disputer le championnat du Monde S1 à l'anniversaire de la reine. Elle s'impose largement aux points contre son adversaire thaïe et remporte sa ceinture mondiale S1. Cette victoire sera alors un véritable tournant pour sa carrière.
Elle enchaîne en 2014 avec douze victoires pour douze combats. Elle vaincra notamment la championne turque Funda Diken, jusqu'ici invaincue, par TKO. Anissa remporte lors de ce championnat sa ceinture WBC et est titrée championne d'Europe en muay-thaï. Cette même année, elle décroche également une ceinture mondiale en Thaïlande lors du championnat du monde WPMF,.
En juin 2015, Anissa remporte sa ceinture européenne WFC au Road to Bangkok 3 face à Yolande Alonso et devient pour la deuxième fois championne d'Europe en muay-thaï. Puis en août 2015, elle s'offre un 8e titre mondial en remportant la ceinture VWS contre Sylwia Juskiewcicz.
Le 28 novembre 2015, Anissa Meksen remporte son 9e titre de championne du monde après sa victoire contre Maria Salomé Lobo au Victory World Series. Le 26 mars 2016, Anissa s'empare de la ceinture mondiale WBC face à l'allemande Meryem Uslu (en) et devient ainsi championne du monde pour la 10e fois.
En avril 2017, Anissa Meksen dispute son premier combat professionnel en boxe anglaise à l'Astroballe de Villeurbanne en gagnant aux points face à la Roumaine Gabriella Mezei. Anissa aurait déclaré au public à la fin du combat : « je ne connais pas très bien la boxe anglaise vous ne me connaissez pas non plus mais vous allez vite me connaître, ». Elle ne pouvait pas si bien dire car, pour son second combat dans cette nouvelle discipline, elle remporte les championnats de France en battant Fatima Ek Kabouss par décision unanime (80-72, 80-72, 80-72).
Anissa Meksen est désormais expatriée en Thaïlande et s'entraîne au Tiger Muay Thaï. Son expatriation lui permet d'encore plus se professionnaliser avec des infrastructures à sa disposition quand elle le souhaite. Elle revient en France régulièrement pour partager sa passion en donnant des cours de boxe dans des salles partout en France.

## chaise
Après avoir signé au One, Anissa est resté longtemps sans combattre. Aujourd'hui, elle revient plus forte que jamais, et décide par la même occasion de sortir son livre chez LZ Éditions. Son livre est composé de trois parties : une première sur sa biographie, une deuxième sur ses techniques d'entraînements, et enfin la dernière partie comporte des défis vidéos à relever.
L'ouvrage est sorti le 8 octobre au prix de 19 euro, et est disponible sur le site de lzedition.fr.
« Certains me trouvent chanceuse, mais en réalité beaucoup ignorent à quel point j'ai travaillé. On me surnomme C18 (en référence au cyborg de Dragon Ball Z), je suis la première arrivée à l'entraînement et la dernière partie. Je pense à la boxe à chaque instant et elle rythme ma vie depuis 21 ans.
Avec ce livre je vous raconte comment je suis devenue la boxeuse la plus titrée à ce jour. Je vous dévoile un peu plus de moi, mon intimité, ma vie et mon ressenti sur toutes ces années. Je vous partage aussi des vidéos d'entraînement, pour que vous puissiez relever mes défis.»

## Enfusion
En septembre 2014, Anissa Meksen participe à une émission de télévision organisée par la production hollandaise « Enfusion ». L'émission, Victory of the Vixen, tournée sur l'île de Koh Samui en Thaïlande, regroupe les dix-huit meilleures combattantes mondiales de moins de 54 kg pour un tournoi de muay-thaï. Elle remporte le tournoi face à l'anglaise Iman Barlow (en).

## Reconnaissances
Anissa Meksen est élue boxeuse de l'année 2014 au Muay Thaï TV Award et sur Boxe mag. Elle est également élue meilleure boxeuse de l'année 2014 par Awakening Muay Thaï Award, ainsi que meilleure KO de l'année et inspiration de l'année par Awakening Muay Thaï Award en 2014.

## Diplômes et profession
Anissa Meksen est diplômée d'un double master 2 entraînement d'athlètes de haut niveau et enseignement du sport. Elle est également détentrice d'un brevet d'État second degré de boxe. Elle est aussi entraîneur de boxe et coach sportif.

## Titres

### Boxe française
- 2002
  - Championne de France
- 2003
  - Championne de France
- 2005
  - Championne de France
- 2006
  - Championne de France
- 2007
  - Championne d'Europe
  - Championne de France
- 2008
  - Championne du Monde universitaire
  - Championne de France
- 2009
  - Championne du Monde élite
  - Championne de France
- 2010
  - Championne du Monde universitaire
  - Championne d'Europe élite
  - Championne de France
- 2011
  - Championne du Monde élite
  - Championne de France
- 2012
  - Championne du Monde élite
  - Championne de France
- 2013
  - Championne de France

### Boxe thaï
- 2013
  - Championne du Monde S1
- 2014
  - Championne du Monde WPMF
  - Championne d'Europe WBC
- 2015
  - Championne d'Europe WFC
- 2016
  - Championne du monde WBC

### K-1
- 2015
  - Championne du Monde VWS
  - Championne du Monde VWS
- 2017
  - Championne du Monde Glory Kickboxing

### Palmarès
| Combats | Victoires | Victoires par KO | Défaites |
| ------- | --------- | ---------------- | -------- |
| 122     | 118       | 35               | 4        |

## Reportages et télévisions
- Au cœur de la fournaise
- L'actu du Mag 2
- L'expresso K1 Bein Sport
- In da'boxe
- Sous pression avant l'impact
- Anissa Meksen VS Phet Yodying Kombat Sport
- Anissa Meksen VS Yolande Alonso Kombat Sport